# Таціо Нуволарі

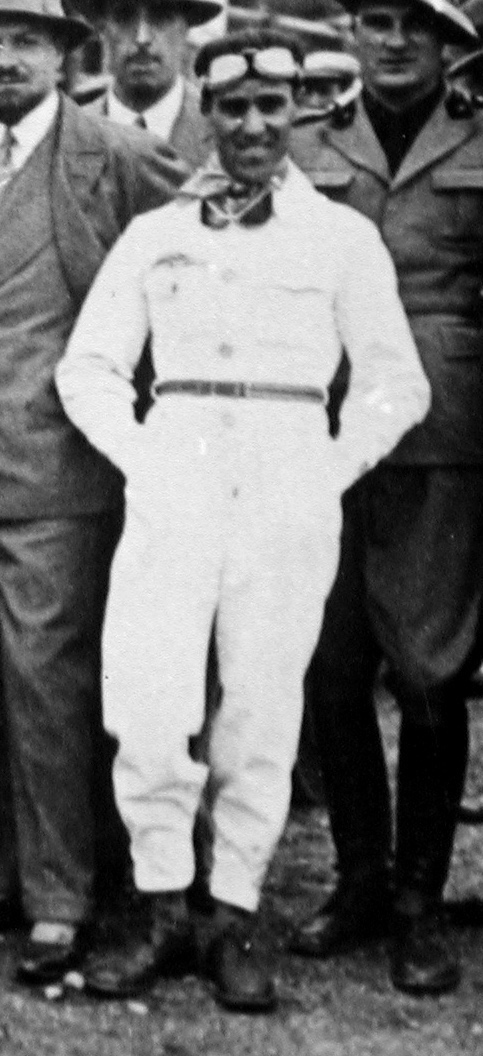
Таціо Нуволарі

Таціо Джорджіо Нуволарі (італ. Tazio Giorgio Nuvolari; 16 вересня 1892 — 11 серпня 1953) — італійський авто- та мотогонщик, відомий також як «Літаючий Мантуанець» (від місця народження Нуволарі в провінції Мантуя). Чемпіон Європи 1932 року.
| Таціо Нуволарі   |                        |
| ---------------- | ---------------------- |
| Громадянство     | Італія                 |
| Дата народження  | 16.11.1892             |
| Дата смерті      | 11.08.1953             |
| Сезони           | 9 (1931-1939)          |
| Команди          | Alfa Romeo, Auto Union |
| Дебют            | Італія 1931            |
| Перша перемога   | Італія 1932            |
| Остання перемога | Італія 1938            |
| Останні перегони | 1950                   |

## Кар'єра

### Сходження
Нуволарі народився в Кастель-д'Аріо (Мантуя, Ломбардія). Він був четвертим сином Артуро Нуволарі, відомого в Італії велогонщика.
1923 року Таціо отримав ліцензію мотогонщика, але його одразу забрали в армію водієм.
Офіційна гоночна кар'єра Таціо розпочалася в червні 1920-го, де він взяв участь у перегонах у Кремоні. 20 березня 1921 року він здобув свою першу перемогу на перегонах у Вероні. Тоді він виступав разом із Енцо Феррарі (тоді ще невідомим гонщиком). Його популярність в Італії зростала, вболівальники дали йому «титули» «Il campionissimo delle due ruote» та «the two wheeler Campionissimo».

### Золотий період

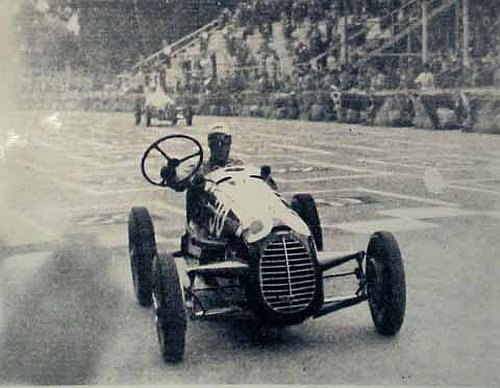
Таціо після перемоги

Почавши виступати у Гран-Прі (попередник перегонів Формула-1), на автомобілі Alfa Romeo 8C, він вигравав у 1931 і 1932 році одні із найпрестижніших автоперегонів у світі — Targa Florio та престижні перегони на Сицилії
Далі, у Гран-Прі 1932 року він виграв перегони у Монако, Франції та Італії.
Найвідомішу свою перемогу Таціо здобув на Гран-Прі Німеччини 1935 року, коли на Alfa Romeo 8C 2600, борючись із найкращими німецькими пілотами з команд Auto Union і Mercedes Benz, за присутності Адольфа Гітлера, зміг виграти перегони, займаючи 6-те місце під час перегонів.

### Післявоєнні змагання
У 1946 році Нуволарі взяв участь у тринадцяти гонках, вигравши Гран-прі Альбі на Maserati 4CL, фінішувавши 4-м у Гран-прі націй і 13-м у Кубку Беззі, а також зійшовши з інших.  Було відмічено, що під час перегонів у Мілані у вересні він керував переважно однією рукою;  інший тримав закривавлену хустку на роті.
```
В 1947 році він змагався в Mille Miglia на Cisitalia 1100сс, фінішувавши другим, по іронії долі першими з невеликим відривом фінішувалa Alfa Romeo 8c 2900. Протягом 1947 і 1948 років він одинадцять разів брав участь у перегонах, двічі вигравши.  Він фінішував 2-м, 3-м, 4-м і 7-м і знявся з решти п'яти гонок.  Його Maserati не пройшов кваліфікацію на Гран-прі Марселя 1949 року. Енцо Феррарі переконав Нуволарі взяти участь у перегонах Mille Miglia 1948 року на Ferrari 166.  У парі з механіком Серджіо Скапінеллі Нуволарі лідирував на ранніх етапах гонки.  Зрештою він був змушений припинити гонку в Реджо-Емілія через серію технічних несправностей, коли він мав 27-хвилинну перевагу. До того часу авто втратило передні і задні гальма а також частину зовнішнього облицювання.
```

```
Його остання участь у змаганнях відбулася на гірській трасі Палермо-Монтепеллегріно 10 квітня 1950 року за кермом Squadra Carlo Abarth Cisitalia-Abarth 204. Він виграв свій клас і фінішував п'ятим у загальному заліку.
```

В серпні 1953 року Таціо Нуволарі помер.

## Пам'ять

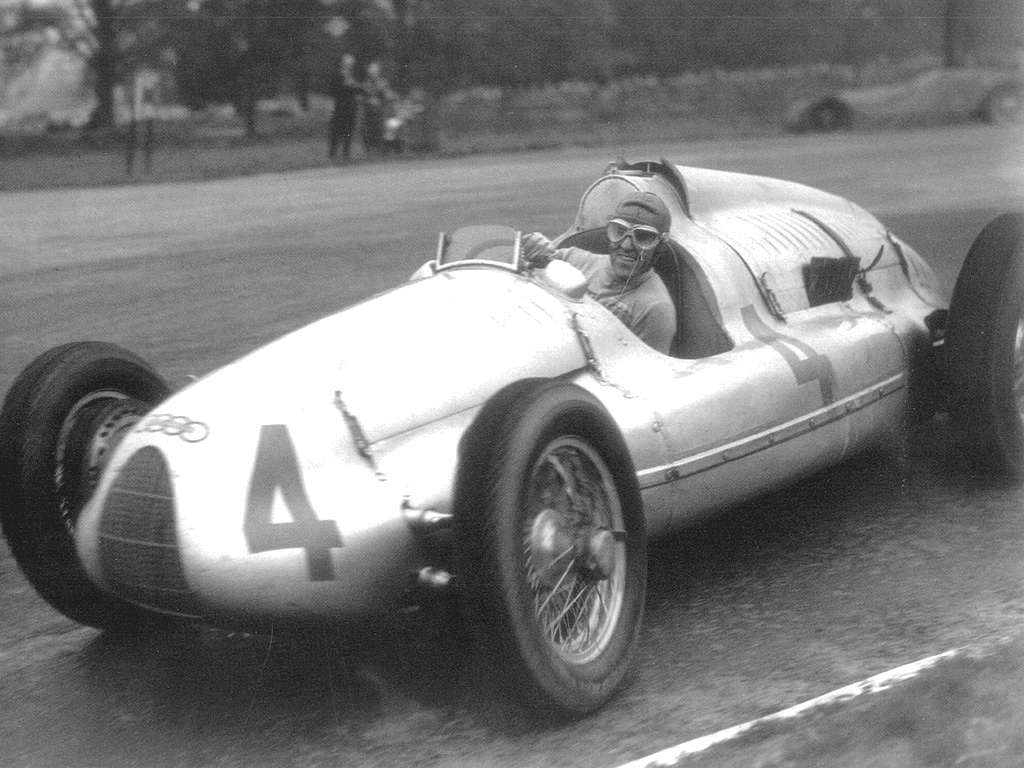
Таціо Нуволарі на «Auto Union Typ D» (1939)

Фердинанд Порше сказав про Нуволарі: «Величний гонщик минулого, сьогодення та майбутнього»
В 1996 році Alfa Romeo назвала свій концепт-кар Nuvola на честь пілота.
В 1998 року його обрали в Міжнародний зал слави автоспорту.
На могилі Таціо Нуволарі написано: «Останній із великих, перший із сучасних».
Через 50 років після смерті Таціо, Audi створила концепт-кар з назвою Audi Nuvolari Quattro.
Енцо Феррарі у книзі "Історія мого життя" написав про Нуволарі: "На відміну від майже всіх тодішніх і теперішніх пілотів, Нуволарі ніколи не скаржився на невисокий клас автомобіля, ніколи не здавався, завжди боровся, мов лев, навіть за сьоме чи десяте місце в турнірній таблиці. Ця його пристрастність, ця його неприборкана гордість чарувала юрбу, і навколо нього виникла легенда...У нього поєднувалися вигострена чутливість до машини і майже нелюдська відвага, а такого поєднання, мабуть, більше не було ні в кого".

## Результати вЧемпіонаті Європи
Жирним шрифтом виділені поул-позиції
| Рік  | Команда          | Виробник   | 1        | 2        | 3        | 4        | 5        | Місце | Очки* |
| ---- | ---------------- | ---------- | -------- | -------- | -------- | -------- | -------- | ----- | ----- |
| 1931 | Alfa Corse       | Alfa Romeo | ІТА схід | ФРА 11   | БЕЛ 2    |          |          | 8     | 13    |
| 1932 | Alfa Corse       | Alfa Romeo | ІТА 1    | ФРА 1    | НІМ 2    |          |          | 1     | 4     |
| 1935 | Scuderia Ferrari | Alfa Romeo | БЕЛ      | НІМ 1    | ШВЦ 5    | ІТА схід | ІСП схід | 4     | 24    |
| 1936 | Scuderia Ferrari | Alfa Romeo | МОН 4    | НІМ схід | ШВЦ схід | ІТА 2    |          | 3     | 17    |
| 1937 | Scuderia Ferrari | Alfa Romeo | БЕЛ      | НІМ 4    | МОН      |          | ІТА 7    | 7=    | 28    |
| 1937 | Auto Union       | Auto Union | БЕЛ      |          | МОН      | ШВЦ 5    |          | 7=    | 28    |
| 1938 | Auto Union       | Auto Union | FRA      | НІМ схід | ШВЦ 9    | ІТА 1    |          | 5=    | 20    |
| 1939 | Auto Union       | Auto Union | БЕЛ схід | ФРА схід | НІМ схід | ШВЦ 5    |          | 4=    | 19    |

Система зарахування очок — 1місце — 1, 2-2, 3-3, проходження понад 75 % дистанції — 4, від 50 до 75 % — 5, 25-50 % — 6, менше 25 — 7, неучасть/дискваліфікація — 8.